# Miêtta Santiago
Maria Ernestina Carneiro Santiago de Souza (más conocida por su seudónimo Miêtta Santiago, Varginha, 1903 - 1995) fue una escritora, poetisa, abogada, sufragista y activista feminista brasileña en pro de los derechos de la mujer. Fue la primera mujer en ejercer plenamente sus derechos políticos en Brasil: el derecho político activo (votar), apoyada por una sentencia judicial fundado en el derecho constitucional vigente, y el derecho político pasiva (ser votada).
En 1928, Mietta fue la primera mujer que cuestionó la constitucionalidad de la prohibición del voto femenino en Brasil al señalar que ésta infringía el artículo 70 de la Constitución de la República Federal de los Estados Unidos del Brasil del 24 de febrero de 1891 entonces vigente. Tal artículo indicaba:

«São eleitores os cidadãos maiores de 21 anos que se alistarem na forma da lei».
«Son votantes los ciudadanos mayores de 21 años que se inscribieren en virtud de la ley».

En tal artículo, no se realizaba alguna discriminación de sexo, en consecuencia, Mietta solicitó una medida cautelar —sin precedentes en el país— que le permitió votar por sí misma para ocupar el cargo de diputada federal. Tal acción abrió la puerta para que Partido Republicano de Río Grande do Norte, aprovechando dicha brecha, candidateara a Luiza Alzira Soriano Teixeira que se convertiría en la primera mujer en ser elegida para un cargo político en Brasil: asumiría en 1929 el cargo de superintendente de Lages.
Mietta fue, junto a Celina Guimarães Viana en 1927, una pionera en la lucha del sufragio femenino en Brasil.

## Obras
- Namorada da Deus (1936).
- Maria Ausência (novela, 1940).
- Uma consciência unitária para a humanidade (1981).
- As 7 poesias (1981).